# Melanie Lynskey
Melanie Lynskey all'anagrafe Melanie Jayne Lynskey (New Plymouth, 16 maggio 1977) è un'attrice neozelandese.
Lynskey ha fatto il suo debutto cinematografico con il film Creature del cielo (1994), e con ruoli secondari in Gonne al bivio (1999), Le ragazze del Coyote Ugly (2000), Abbasso l'amore (2002), L'inventore di favole (2003),  Flags of Our Fathers (2006), Tra le nuvole (2009), The Informant! (2009), Noi siamo infinito (2012) e Don't Look Up (2021). 
In campo televisivo, ha ottenuto il riconoscimento con il ruolo di Rose nella sitcom Due uomini e mezzo (2003-2015), partecipando a numerose serie televisive, tra cui Togetherness (2015-2016), Castle Rock (2018), le miniserie Mrs. America (2020) e Candy - Morte in Texas (2021), per la quale è stata candidata al Critics Choice Television Award e la serie di successo The Last of Us (2023), che le porta una candidatura agli Emmy come migliore attrice ospite in una serie drammatica. Dal 2021 interpreta Shauna nell’acclamata serie Yellowjackets, per la quale ha ricevuto il plauso della critica e la vittoria di un Critics Choice Television Award e due candidature al Premio Emmy nella sezione migliore attrice in una serie drammatica.

## Biografia
Nel 1992, all'età di 15 anni, Melanie ottiene il ruolo di Pauline Parker nel film Creature del cielo (Heavenly Creatures) di Peter Jackson, basato sull'omicidio di Parker-Hulme avvenuto nel 1954. La pellicola viene distribuita nel 1994 e l'attrice neozelandese ottiene ottime critiche, tra cui quella di Richard Corliss della rivista Time, che descrive la sua performance come "perfetta". Grazie a questo ruolo viene premiata come miglior attrice ai New Zealand Film and TV Awards. Dopo l'uscita del film, Lynskey torna in Nuova Zelanda per studiare letteratura inglese alla Victoria University di Wellington. Più tardi appare nel film Sospesi nel tempo, sempre diretto da Peter Jackson.
La sua prima apparizione in un film statunitense avviene nel 1998, quando ottiene il ruolo Jacqueline de Ghent in Ever After nel quale recita al fianco di Drew Barrymore e Anjelica Huston. Nel 2002 recita per la prima volta in una produzione diretta alla televisione, la miniserie di Stephen King Rose Red. Nello stesso anno affianca Katie Holmes in Abandon - Misteriosi omicidi e Reese Witherspoon in Tutta colpa dell'amore. Dal 2003 partecipa alla sit-com Due uomini e mezzo interpretando Rose, la stalker che perseguita il protagonista Charlie Harper (Charlie Sheen) per le prime otto stagioni della serie. Nel 2009 ottiene un ruolo nel film di Steven Soderbergh The Informant! e partecipa inoltre a Tra le nuvole, con George Clooney. Nel 2011 recita a fianco di Paul Giamatti nel film indipendente Mosse vincenti.

## Vita privata
Sul set di Il giardino dei ciliegi ha conosciuto l'attore Andrew Howard con cui è stata fidanzata per un anno (1999-2000). Nel 2001 incontra l'attore Jimmi Simpson, con cui si fidanza nel 2005; i due si sposano il 14 aprile 2007. La coppia si separa nel 2012 per poi divorziare nel 2014. Nel 2013 si è legata all'attore Jason Ritter che ha poi sposato nel 2020. La coppia nel dicembre 2018 ha avuto una figlia.

## Filmografia

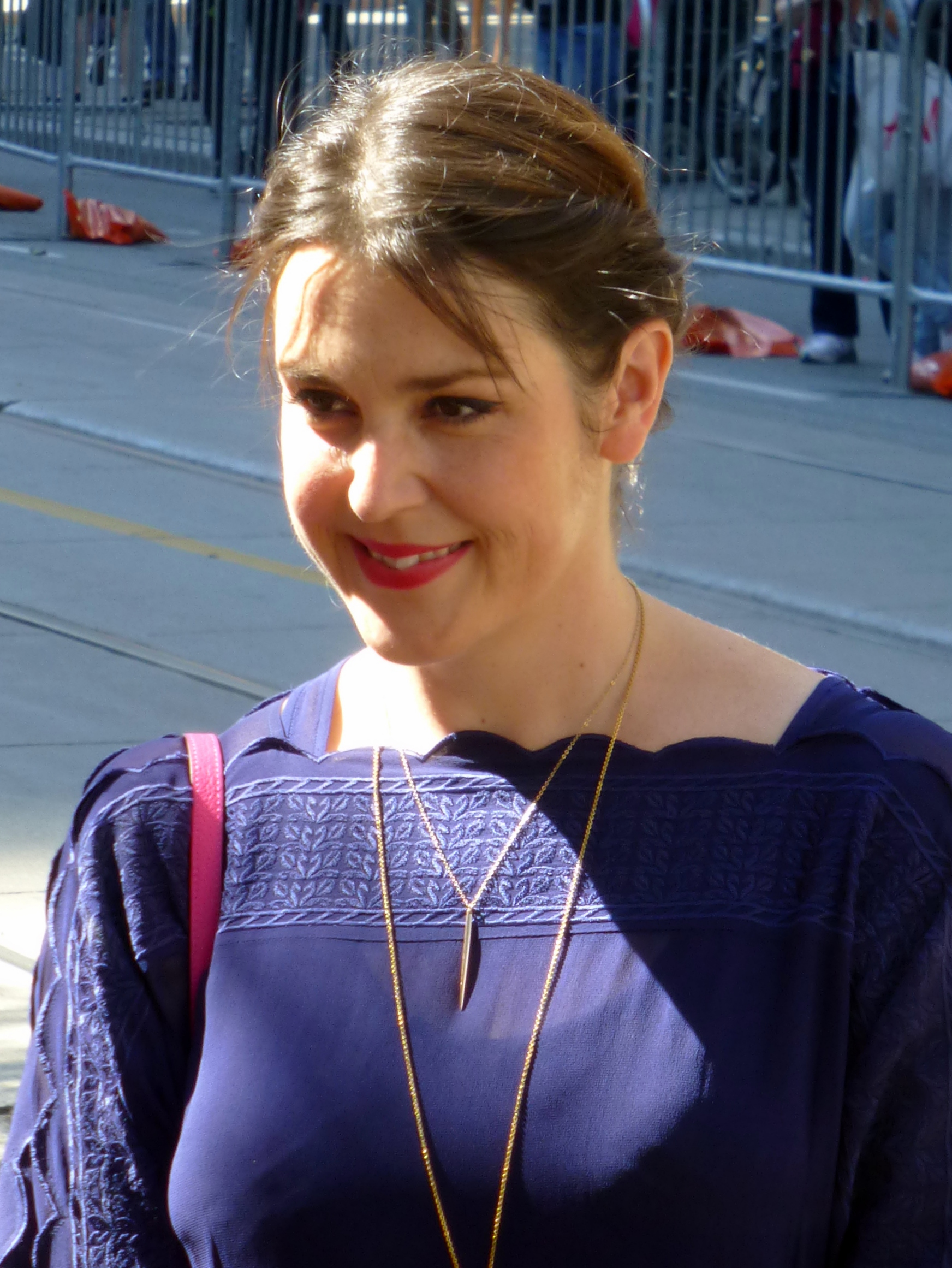
Melanie Linskey al Toronto International Film Festival 2015

Firma di Melanie Lynskey

### Cinema
- Creature del cielo (Heavenly Creatures), regia di Peter Jackson (1994)
- Sospesi nel tempo (The Frighteners), regia di Peter Jackson (1996)
- La leggenda di un amore - Cinderella (Ever After), regia di Andy Tennant (1998)
- Detroit Rock City, regia di Adam Rifkin (1999)
- Il giardino dei ciliegi (The Cherry Orchard), regia di Michael Cacoyannis (1999)
- Gonne al bivio (But I'm a Cheerleader), regia di Jamie Babbit (1999)
- Foreign Correspondents, regia di Mark Tapio Kines (1999)
- Le ragazze del Coyote Ugly (Coyote Ugly), regia di David McNally (2000)
- Snakeskin, regia di Gillian Ashurst (2001)
- Shooters, regia di Colin Teague e Glenn Durfort (2002)
- Abandon - Misteriosi omicidi (Abandon), regia di Stephen Gaghan (2002)
- Tutta colpa dell'amore (Sweet Home Alabama), regia di Andy Tennant (2002)
- Claustrophobia, regia di Mark Tapio Kines (2003)
- L'inventore di favole (Shattered Glass), regia di Billy Ray (2003)
- The Nearly Unadventurous Life of Zoe Cadwaulder, regia di Buboo Kakati (2004)
- Park, regia di Kurt Voelker (2006)
- Flags of Our Fathers, regia di Clint Eastwood (2006)
- Itty Bitty Titty Committee, regia di Jamie Babbit (2007)
- Show of Hands, regia di Anthony McCarten (2008)
- A Quiet Little Marriage, regia di Mo Perkins (2008)
- American Life (Away We Go), regia di Sam Mendes (2009)
- Tra le nuvole (Up in the Air), regia di Jason Reitman (2009)
- The Informant!, regia di Steven Soderbergh (2009)
- Fratelli in erba (Leaves of Grass), regia di Tim Blake Nelson (2009)
- Helena from the Wedding, regia di Joseph Infantolino (2010)
- Mosse vincenti (Win Win), regia di Thomas McCarthy (2011)
- Criminal minds: suspect behavior (1x11 2011)
- Cercasi amore per la fine del mondo (Seeking a Friend for the End of the World), regia di Lorene Scafaria (2012)
- Noi siamo infinito (The Perks of Being a Wallflower), regia di Stephen Chbosky (2012)
- Come la prima volta (Hello I Must Be Going), regia di Todd Louiso (2013)
- Un tranquillo weekend di mistero (Digging for Fire), regia di Joe Swanberg (2015)
- Little Boxes, regia di Rob Meyer (2016)
- The Changeover, regia di  Miranda Harcourt e Stuart McKenzie (2017)
- I Don't Feel at Home in This World Anymore, regia di Macon Blair (2017)
- XX - Donne da morire (XX), registi vari (2017)
- A un miglio da te (1 Mile to You), regia di Leif Tilden (2017)
- And Then I Go, regia di Vincent Grashaw (2017)
- Don't Look Up, regia di Adam McKay (2021)

### Televisione
- Rose Red – miniserie TV, 3 puntate (2002)
- The Shield – serie TV, 2 episodi (2003)
- Due uomini e mezzo (Two and a Half Men) – serie TV, 60 episodi (2003-2015)
- Drive – serie TV, 7 episodi (2007)
- The L Word – serie TV, 2 episodi (2008)
- Comanche Moon – serie TV, 3 episodi (2008)
- Psych – serie TV, 1 episodio (2008)
- C'è sempre il sole a Philadelphia (It's Always Sunny in Philadelphia) – serie TV, 1 episodio (2009)
- Memphis Beat – serie TV, 1 episodio (2010)
- Dr. House - Medical Division (House, M.D.) – serie TV, episodio 8x09 (2012)
- Togetherness – serie TV, 16 episodi (2015-2016)
- Girlboss – serie TV, 3 episodi (2017)
- Castle Rock – serie TV, 10 episodi (2018)
- Mrs. America – miniserie TV, 9 puntate (2020)
- Yellowjackets – serie TV (2021-in corso)
- Mom – serie TV, episodio 8x18 (2021)
- Young Sheldon – serie TV, 2 episodi (2021)
- Candy - Morte in Texas (Candy), regia di Michael Uppendahl, Jennifer Getzinger, Ben Semanoff e Tara Nicole Weyr – miniserie TV, 5 puntate (2022)
- The Last of Us – serie TV, episodi 1x04-1x05 (2023)
- Il tatuatore di Auschwitz (The Tattooist of Auschwitz), regia di Tali Shalom Ezer – miniserie TV (2024)

## Riconoscimenti parziali
- Premio Emmy
  - 2022 - Candidatura alla migliore attrice in una serie drammatica per Yellowjackets
  - 2023 - Candidatura alla migliore attrice in una serie drammatica per Yellowjackets
  - 2023 - Candidatura alla migliore attrice guest per The Last of Us

- Screen Actors Guild Awards
  - 2022 - Candidatura per il miglior cast cinematografico per Don't Look Up

- Critics Choice Awards
  - 2023 - Candidatura per la migliore attrice non protagonista in un film o miniserie per Candy - Morte in Texas
  - 2022 - Migliore attrice in una serie drammatica per Yellowjackets
  - 2015 - Candidatura per la migliore attrice non protagonista in una serie commedia per Togetherness

- Critics Choice Super Awards
  - 2022 - Migliore attrice in una serie horror per Yellowjackets

- Satellite Awards
  - 2023 - Candidatura per la migliore attrice non protagonista in una serie, mini-serie o film per la televisione per Candy - Morte in Texas

- New Zealand Film and TV Awards
  - 1994 – Miglior attrice per Creature del cielo

## Doppiatrici italiane
Nelle versioni in italiano delle opere in cui ha recitato, Melanie Lynskey è stata doppiata da:
- Barbara De Bortoli in Creature del cielo, Tutta colpa dell'amore, Noi siamo infinito, Yellowjackets, The Last of Us (ep. 1x04), Il tatuatore di Auschwitz
- Valentina Mari in L'inventore di favole, Psych, I Don't Feel at Home in This World Anymore, Candy - Morte in Texas
- Ilaria Latini in The Shield, Comanche Moon, American Life, Tra le nuvole
- Antonella Baldini in Due uomini e mezzo, Dr. House - Medical Division, Cercasi amore per la fine del mondo, Young Sheldon
- Laura Lenghi in La leggenda di un amore - Cinderella, Le ragazze del Coyote Ugly
- Francesca Manicone in Mosse vincenti, Mom
- Connie Bismuto in Detroit Rock City
- Perla Liberatori in Abandon - Misteriosi omicidi
- Domitilla D'Amico in Rose Red
- Gilberta Crispino in Flags of Our Fathers
- Tiziana Avarista in The Informant!
- Federica De Bortoli in Fratelli in erba
- Patrizia Mottola in Come la prima volta
- Daniela Calò in Memphis Beat
- Letizia Scifoni in Togetherness
- Sabrina Duranti in Girlboss
- Rossella Acerbo in Wet Hot American Summer: Ten Years Later
- Claudia Pittelli in Mrs. America
- Benedetta Ponticelli in Don't Look Up
- Daniela Abbruzzese in The Last of Us (ep. 1x05 + ridoppiaggio ep. 1x04)

Da doppiatrice è sostituita da:
- Elisabetta Spinelli in The Life & Times of Tim
- Cristina D'Avena in Over The Garden Wall - Avventura nella foresta dei misteri
- Barbara Pitotti in Animals